# Columbus (Kansas)
Columbus – miasto położone w hrabstwie Cherokee.